# الدوري التشيلي لكرة القدم 1948
الدوري التشيلي لكرة القدم 1948 (بالإسبانية: Primera División de Chile 1948)‏ هو الموسم 16 من الدوري التشيلي لكرة القدم. كان عدد الأندية المشاركة فيه 13، وفاز فيه أوداكس إيتاليانو.